# Olga Alkalaj
Olga Alkalaj (in serbo Олга Алкалај?; Belgrado, 23 novembre 1907 – Campo di concentramento di Banjica, 15 marzo 1942) è stata un'avvocata e partigiana jugoslava, attivista per i diritti delle donne e membro dei partigiani jugoslavi durante la seconda guerra mondiale.

## Biografia
Nata in una famiglia ebraica jugoslava, quando era ancora una studentessa delle superiori, Olga Alkalaj si unì al movimento comunista giovanile e divenne membro della Lega della gioventù comunista della Jugoslavia . Mentre studiava alla facoltà di giurisprudenza di Belgrado, era attiva nel movimento rivoluzionario studentesco e nel 1923 divenne membro della Lega dei comunisti della Jugoslavia (LCY).
Alkalaj era una delle membri femminili più attive della Lega comunista della Jugoslavia, nel movimento femminile di Belgrado. Nel 1938, divenne membro della Commissione per la promozione delle donne della LCY in Serbia. Inoltre, su incarico del partito, ha lavorato anche nella redazione del quotidiano femminista Žena danas (Donna oggi). Prima della seconda guerra mondiale, Alkalaj era la segretaria del partito a Belgrado e lavorava anche come avvocata, difendendo i compagni comunisti in tribunale.
Dopo l'invasione dell'Asse della Jugoslavia e la persecuzione degli ebrei nel 1941, Alkalaj visse sotto copertura a Belgrado con una falsa identità, Sofija Aleksić, lavorando come domestica. Ha anche continuato a lavorare per il partito e ha partecipato ai preparativi dell'insurrezione. Ha partecipato all'organizzazione del salvataggio di Aleksandar Ranković, membro del Comitato Centrale del Partito Comunista di Jugoslavia, dall'ospedale della prigione in via Vidinska a Belgrado nel luglio 1941. 
Nel settembre 1941, Alkalaj fu nominata membro temporaneo del Comitato Locale del Partito Comunista di Jugoslavia a Belgrado. Nel novembre 1941, fu arrestata dalla Gestapo . Portata nel campo di concentramento di Banjica, è stata torturata per ottenere informazioni su altri membri della resistenza jugoslava. Poiché i nazisti non ottennero nulla, fu trasferita nel campo di concentramento di Sajmište, ma a causa delle gravi ferite subite durante gli interrogatori a Banjica, dovette essere trasferita all'ospedale ebraico. 
I partigiani di Belgrado organizzarono il suo salvataggio, ma Alkalaj rifiutò di scappare per paura delle rappresaglie contro gli altri pazienti ebrei già gravemente feriti in ospedale. Seguendo le istruzioni della Gestapo, fu portata dall'ospedale a un Gaswagen a Jajinci, dove fu avvelenata a morte. 
Una strada nel sobborgo di Konjarnik a Belgrado prende il nome da lei.